# 贝琼
貝瓊（1314年—1379年），初名阙，字廷琚，号清江。海宁殳山人。
曾祖贝珪由苏州徙崇德。元成宗大德年間人，贝琼篤志好學，曾於海寧講學，後客遊江浙間。四十八歲中舉，與張美和、聶鉉齊號“成均三助”。洪武三年（1370年）應召編修《元史》，授官國子助教。卒于明太祖洪武十二年。著有《清江貝先生詩文集》、《詩集》、《清江稿》等。